# Frederik Winters
Frederik Winters (1872 -?) Fue un levantador de pesas estadounidense que tomó parte en los Juegos Olímpicos de 1904, en Saint Louis.
En la prueba del concurso completo ganó la medalla de plata al quedar segundo detrás Oscar Paul Osthoff.